# شهرستان آلگان (میشیگان)
شهرستان آلگان، میشیگان (به انگلیسی: Allegan County, Michigan) یک سکونتگاه مسکونی در ایالات متحده آمریکا است که در میشیگان واقع شده‌است.